# Нікол Думан
Ніко́л Дума́н (вірм. Նիկոլ Դուման) Нікогайос Тер-Ованисян (вірм. Նիկողայոս Տեր-Հովհաննիսյան); 12 січня 1867, с. Кишлак,  Шушинського повіту, Єлизаветпольська губернія, Російська імперія — 23 вересня 1914, Кисловодськ) — діяч вірменського національно-визвольного руху, народний герой Вірменії.

## Молодість
Народився в сім'ї священика. 1887 року закінчив  Шушинську єпархіальну школу. Викладав у вірменських школах Північного Кавказу, 1891 року переїхав до Тебризу, де був учителем і одночасно скарбником гуртка вірменських національних діячів. З 1893 року викладав у школі в селі Галасар області Сельмас (Іран, поблизу кордону з Туреччиною), де брав активну участь у вірменському національному і політичному житті як член Союзу вірменських революціонерів (згодом — партія Дашнакцутюн). Був (поряд з Овнаном Давтяном і князем Овсепом Аргутяном) одним з трьох членів комітету Дашнакцутюн в Тебризі.

## Участь у визвольному русі
Після вірменської різанини в Туреччині в 1894–1896 роках цілком присвятив себе національному рухові та організації самооборони.
В 1895 році перейшов у Ван із загоном з 10-ти чоловік. Там Нікол з 11 супутниками був обложений в будинку курдськими вершниками, що перебували на службі султана з  кавалерії Хамідіє. Хоча курди підпалили будинок, Ніколу вдалося вирватися під прикриттям диму; відстрілюючись, він пішов в гори, де вбив двох курдських беків. Захоплені його відвагою, курди прозвали його «Думан» («Дим») і складали про нього пісні.
У Вані був заарештований, але незабаром звільнений.
1897 року Нікол Думан стає ініціатором  Ханасорського походу. 1897 року Нікол в якості командира загону взяв участь у великій експедиції проти курдського командира на турецькій службі Шаріф-бека та його племені.
Після цього повертається в у Тифліс. В ході Сасунського повстання 1904 року намагається пробратися зі своїми людьми в Сасун, але ця спроба не вдається.
На початку вірмено-татарської різанини в лютому 1905 року був спішно викликаний телеграмою в Баку, де організував самооборону і вже 7 лютого успішно вступив в бій з погромниками; потім був призначений головою самооборони в Еріванській губернії. У питанні звільнення Західної Вірменії був прихильником загального повстання. Брав участь у з'їздах партії Дашнакцутюн.

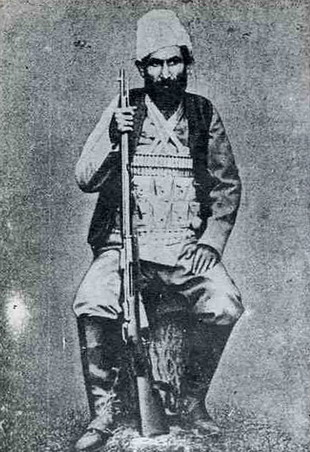
Нікол Думан — фідаїн.

Після Младотурецької революції 1908 року провадив роботу у Вані, Ерзурумі і Трапезунді. Брав участь в іранській революції, керуючи дашнаками при обороні Тебризу.

## Смерть
Захворівши туберкульозом, у 1914 попрямував для лікування в Кисловодськ. Там з початком  Першої світової війни, хвилюючись через неспроможність взяти участь у добровольчому русі, що почався — застрелився (ввечері 23 вересня 1914 року). Був похований в Тифлісі, у вірменській церкві Ходживанк, поруч з могилою одного із засновників Дашнакцутюн Симона Завар'яна (пантеон з могилами дашнаків був зруйнований більшовиками у 1930-і роки).

## Пам'ять
На честь Нікола Думана названі вулиці в низці вірменських міст. У будинку Думана в Нагірному Карабасі в даний час створено музей.